# Balans- och hörselnerven

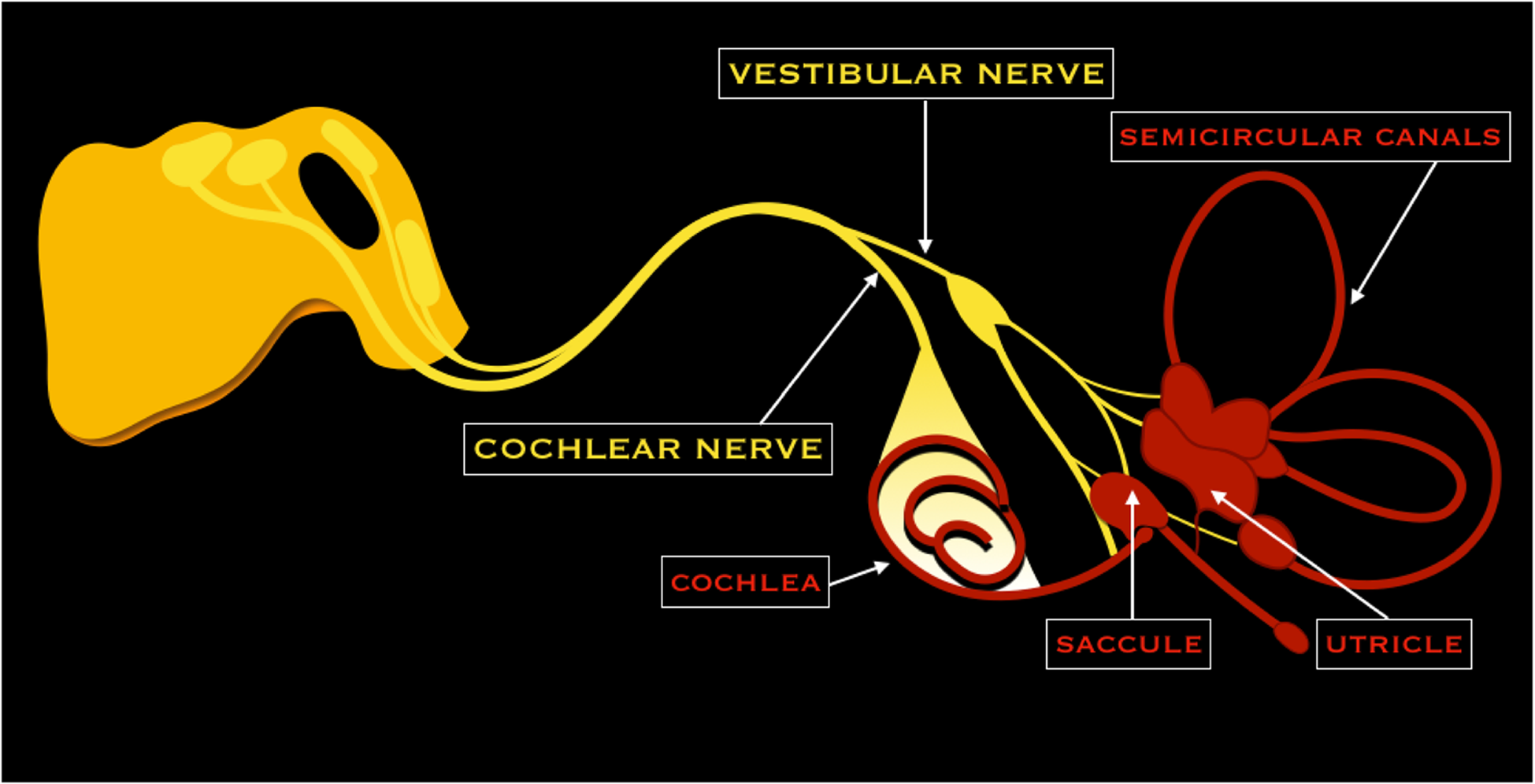
Schematisk bild över balas-och hörselnervens bana.

Balans- och hörselnerven, kranialnerv VIII (latin: nervus vestibulocochlearis) är den åttonde kranialnerven och den specialsensoriska nerv som förser hjärnan med information från balans och hörselsinnet. Nerven utgår från hjärnan mellan pons och medulla oblongata precis medialt om ansiktisnerven (kranialnerv VII) och kommer att löpa tillsammans med denna nerv in i innerörat. Nerven kommer att dela upp sig i två huvudgrenar; vestibularisnerven (för balans) och hörselnerven (cochlearisnerven - för hörsel). 
Vid inflammation av vestibularisnerven (så kallad vestibularisneurit) kan stark yrsel, illamående och kräkningar förekomma.